# Macrodactylus fulvescens
Macrodactylus fulvescens är en skalbaggsart som beskrevs av Bates 1887. Macrodactylus fulvescens ingår i släktet Macrodactylus och familjen Melolonthidae. Inga underarter finns listade i Catalogue of Life.